# Jean Morère
Pour les articles homonymes, voir Morère.
Ne doit pas être confondu avec Jean Morère (chanteur).

a Compétitions nationales et continentales officielles uniquement.

b Matchs officiels uniquement.
Jean Morère, né le 8 mai 1902 à Castelnau-Magnoac et mort le 6 janvier 1968 dans la même ville, est un joueur de rugby français, évoluant au poste de pilier droit.

## Biographie
Jean Morère a joué dans les clubs de Stadoceste tarbais, du FC Auch, du Stade bordelais, du Stade toulousain et de l'Olympique de Marseille. Il joue quatre fois en équipe de France dans sa carrière pour deux test matches et deux matchs du Tournoi des Cinq Nations avant d'être suspendu de sélection pour avoir agressé un joueur australien[réf. nécessaire].

## Palmarès
- Vainqueur du championnat de France en 1926